# La Boissière-en-Gâtine
La Boissière-en-Gâtine är en kommun i departementet Deux-Sèvres i regionen Nouvelle-Aquitaine i västra Frankrike. Kommunen ligger i kantonen Mazières-en-Gâtine som tillhör arrondissementet Parthenay. År 2022 hade La Boissière-en-Gâtine 226 invånare.

## Befolkningsutveckling
Antalet invånare i kommunen La Boissière-en-Gâtine
| Referens: INSEE |